# Jacqueline Picoche
Pour les articles homonymes, voir Picoche.
Jacqueline Picoche, née le 19 septembre 1928 dans le 14e arrondissement de Paris et morte le 4 décembre 2024 à Saint-Brevin-les-Pins, est une linguiste française spécialiste de la lexicologie. 
Professeure honoraire de l'Université d'Amiens, membre titulaire du Conseil international de la langue française (CILF), elle est auteure de nombreux ouvrages et articles marquants dans les domaines du français médiéval ainsi que du lexique français (objet principal de ses recherches) : en prolongement de ses travaux théoriques, elle en préconise un enseignement systématique. Elle a élaboré avec ses collaborateurs une méthode pédagogique offerte au monde enseignant par le site Vocanet. Pour son ouvrage Histoire de la langue française (en collaboration avec Christiane Marchello-Nizia), elle a été couronnée en 1990 par l'Académie française du prix du Rayonnement de la langue et de la littérature françaises.

## Biographie
Née dans une famille d'enseignants, Jacqueline Picoche entre en 1947 à l'École normale supérieure de jeunes filles et en sort agrégée de grammaire en 1952. S'ensuivent douze années de professorat dans différents lycées où elle enseigne le français, le latin et le grec dans des classes de tous niveaux, de la 6e à la terminale, avant d’être nommée assistante au Collège universitaire de Lille Amiens,.
Elle soutient ensuite deux thèses de lexicologie, en 1968 (Un vocabulaire picard d’autrefois) et 1972 (Le vocabulaire psychologique dans les chroniques de Froissart), et devient professeure de l’Université de Picardie à Amiens où se poursuivra toute sa carrière. Elle occupe parallèlement pendant de nombreuses années, au sein de l'Université, le poste de Directrice du Centre d’Études Picardes.
Membre titulaire du Conseil International de la Langue Française depuis 1984 (1ère femme élue au sein de cette institution), elle a aussi été membre du Conseil supérieur des Universités, du Groupe d'Études en Histoire de la Langue Française, de l'association Avenir de la Langue Française, de l'Association pour l'Information et la Recherche sur les Orthographes et les systèmes d'Écriture (AIROE), puis de l’EROFA (Études pour une rationalisation de l'orthographe française d'aujourd'hui).
Elle décède le 4 décembre 2024.

## Travaux
Jacqueline Picoche consacre ses deux thèses de doctorat à des questions lexicales : une monographie dialectale sur le lexique d’un village picard (Ételfay, dans la Somme), à la fois étude lexicologique et glossaire étymologique, et une étude synchronique et systématique du vocabulaire de Jean Froissart, auteur de l’époque médiévale (XIVe siècle), travail à partir duquel elle produira en 1976 (vol. 1) et 1984 (vol. 2) : Le vocabulaire psychologique dans les chroniques de Froissart, puis, en 2006, un Dictionnaire des chroniques de Froissart publié en ligne sur le site de l’ATILF (Unité mixte de recherche du CNRS et de l’Université de Lorraine),.
Parallèlement, elle publie en 1971 la première version de son Dictionnaire Étymologique du Français, lequel deviendra un ouvrage de référence souvent cité dans de nombreux livres, articles, études et ressources en ligne, et qui sera réédité régulièrement durant plus de trente ans par les « Usuels » du Robert (avec la collaboration de Jean-Claude Rolland pour les deux dernières éditions).
Dans Structures sémantiques du lexique français (1986), qui succède à son Précis de lexicologie française (1977), elle s’attache à démontrer que la polysémie est un caractère fondamental du lexique et qu’il est essentiel d’en tenir compte dans son enseignement,,,.
Confortée dans cette direction depuis la parution, à partir de 1981, de l’ouvrage d’Étienne Brunet Vocabulaire français de 1789 à nos jours (ouvrage de statistique linguistique révélant le classement des mots selon leur fréquence),, elle consacre dès lors l’essentiel de ses recherches à l’enseignement du lexique, qu’elle considère être le parent pauvre des instructions officielles pour les niveaux primaire et secondaire.
En 1989, elle publie toutefois, en collaboration avec Christiane Marchello-Nizia, l’ouvrage Histoire de la langue française, relevant ainsi le défi « de faire tenir en un volume relativement léger une histoire qui aborde tous les aspects de la langue française ». Ce travail sera couronné par l’Académie française qui décernera aux auteurs un « Grand prix du rayonnement de la langue française »,,,,.
Jacqueline Picoche publiera ensuite Didactique du vocabulaire français (1993), conçu pour les enseignants du collège, avec exercices et corrigés,,.
Puis en 2000, aboutissement de ses recherches en didactique du vocabulaire, elle produit (en collaboration avec Jean-Claude Rolland) un important ouvrage pédagogique destiné aux enseignants du français, le Dictionnaire du Français usuel (DFU), lequel présente en contexte syntaxique 15 000 mots utiles, étudiés en 442 articles. Ce dictionnaire servira plus tard de base à la méthode pratique d’enseignement du vocabulaire qui sera mise en place, notamment, sous la forme du site internet Vocanet. (Le DFU fera l’objet en 2012, par Jean-Claude Rolland, d’une version réduite à 7500 mots sous le titre Vocalire, les 7500 mots essentiels du lexique français),,,,,,,,,.

## Publications

### Livres
- Jacqueline Picoche, Nouveau dictionnaire étymologique du français, Paris, Hachette-Tchou, 1971 (réédité plusieurs fois par la collection les usuels du robert sous le titre dictionnaire étymologique du français), 827 p..
- Jacqueline Picoche, Dictionnaire étymologique du français, Paris, Le Robert, coll. Les usuels, 1979 et rééditions annuelles jusqu'en 2015, de 619 à 844 p. selon format,  (ISBN 978-2-85036-458-7, 978-2-85036-013-8, 978-2-85036-869-1, 978-2-85036-263-7, 978-2-85036-194-4, 978-2-85036-027-5, 978-2-85036-009-1, 978-2-84902-263-4 et 978-2-84902-316-7)  (ISBN 978-2-84902-423-2, 978-2-84902-316-7, 978-2-84902-424-9, 978-2-84902-423-2, 978-2-321-00663-3, 978-2-7028-0675-3, 978-2-286-15331-1, 978-2-321-00672-5 et 978-3-12-515400-1)[40].
- Jacqueline Picoche et Christiane Marchello-Nizia, Histoire de la langue française, Paris, Nathan, 1989 (réédité plusieurs fois), 399 p.  (ISBN 978-2-09-191243-1, 978-2-09-190927-1, 978-2-09-190769-7, 978-2-09-190768-0, 978-2-09-190760-4 et 978-2-09-190502-0)[4].
- Jacqueline Picoche, Le vocabulaire psychologique dans les chroniques de Froissart (Vol. I), Paris, Klincksieck, 1976, 254 p. (ISBN 978-2-252-01769-2)[41].
- Jacqueline Picoche, Le Vocabulaire psychologique dans les chroniques de Froissart (Vol.II), Le plaisir et la douleur, Amiens, Centre d'études picardes de l'Université de Picardie, 1984, 426 p. (ISBN 978-2-252-01769-2).
- Jacqueline Picoche, Dictionnaire des Chroniques de Froissart, Nancy, ATILF, CNRS, et Nancy Université, 2006, Ressource numérique (lire en ligne).
- Jacqueline Picoche, Précis de morphologie historique du français, Paris, Nathan Université, 1979, 94 p. (ISBN 978-2-09-190509-9, lire en ligne).
- Jacqueline Picoche, Précis de lexicologie française, l'étude et l'enseignement du vocabulaire, Paris, Nathan Université, 1977 (réédité plusieurs fois), 181 p. (ISBN 978-2-09-190504-4, 978-2-09-190547-1 et 978-2-84771-033-5)[42].
- Jacqueline Picoche, Structures sémantiques du lexique français, Paris, Éditions Vigdor, 1986, 2010, 154 p. (ISBN 978-2-09-190517-4)[42].
- Jacqueline Picoche, Didactique du vocabulaire français, Paris, Nathan Université, 1993 et 2009, 206 p. (ISBN 978-2-09-190067-4 et 978-2-84771-032-8)[43].
- Jacqueline Picoche et Jean-Claude Rolland, Dictionnaire du français usuel, 15000 mots utiles en 442 articles, Bruxelles, Duculot - De Boeck, 2002, 1064 p. (ISBN 978-2-8011-1291-5 et 978-1-326-87908-2)[44].
- Jean-Claude Rolland et Jacqueline Picoche, Vocalire, les 7500 mots essentiels du lexique français, Paris, lulu.com, 2012, selon format : 455 à 696  (ISBN 978-1-4717-9414-8, 978-1-4717-9426-1, 978-1-326-81092-4 et 978-1-326-39630-5)[45].
- Jacqueline Picoche, Un vocabulaire picard d'autrefois, le parler d'Etelfay (Somme), étude lexicologique et glossaire étymologique, Arras, Société de dialectologie picarde, Archives du Pas-de-Calais, avec le concours du CNRS, 1969, 329 p..
- Jacqueline Picoche, Jacques Darras (conception et préface), René Debrie et Pierre Ivart, La Forêt Invisible : au nord de la littérature française, le picard, Amiens, Maison de la culture d'Amiens, 1985, 479 p. (ISBN 978-2-903082-20-8)[46].
- Jacqueline Picoche, S'sint Evanjil s'lon Sin Matiu, Amiens, Centre d'études picardes de l'Université de Picardie, 1988, 153 p. (lire en ligne)[47].
- Jacqueline Picoche, Pour l'enseignement du vocabulaire, Paris, Conseil international de la langue française (CILF), 2016, 80 p. (ISBN 978-2-85319-308-5)[48].
- Jacqueline Picoche et Bruno Germain, Le vocabulaire, comment enrichir sa langue ? : cycle 2-3, Paris, Nathan, 2013, 135 p. (ISBN 978-2-09-122639-2)[49].
- Jacqueline Picoche (préf. Robert Martin), Etudes de lexicologie et dialectologie (recueil d'articles de J. Picoche rassemblés par Nelly Andrieux-Reix et Geneviève Hasenohr), Paris, Conseil International de la langue française, 1995, 394 p. (ISBN 978-2-85319-261-3).

### Articles (sélection)
- A continuous definition of polysemous items : its basis, resources and limits, dans : Actes de la Table ronde internationale : in Continuity in semantic linguistics (Caen, 22-24 juin 1992), éd. par C. Fuchs, B. Victorri, Linguisticae investigationes supplementa, p. 77-92. [Paru aussi en français : La définition continue des polysèmes, ses bases, ses ressources, ses limites, dans Etudes de lexicologie et dialectologie, Jacqueline Picoche, textes rassemblés par Nelly Andrieux-Reix et Geneviève Hasenohr, 1995, CILF, article n° 17, p. 179].
- Analyse lexicale et perception de la réalité, dans Cahiers de praxématique n° 21, Lexique et représentation des connaissances, Université Montpellier, 1993, pp. 37-52. « Lire en ligne », sur jpicochelinguistique.free.fr (consulté le 25 janvier 2019).
- À propos du vocabulaire affectif dans les Chroniques de Froissart, quelques principes de lexicologie historique, dans : Le Moyen français, Actes du Ve Colloque international sur le moyen français (Milan, 6-8 mai 1985), vol. II, Milan, Vita e pensiero - Publ. de l’Università cattolica del Sacro Cuore, 1986, pp. 153-162. [Paru aussi dans Etudes de lexicologie et dialectologie, Jacqueline Picoche, textes rassemblés par Nelly Andrieux-Reix et Geneviève Hasenohr, 1995, CILF, article n° 23, p. 237].
- Aspects de la vie rurale dans le canton de Montdidier à la fin du XIXe et au début du XXe siècle, dans Linguistique picarde, n° 14 (mars 1965), pp. 48-56. [Paru aussi dans Etudes de lexicologie et dialectologie, Jacqueline Picoche, textes rassemblés par Nelly Andrieux-Reix et Geneviève Hasenohr, 1995, CILF, article n° 33, p. 353].
- Changer et transsubstancier, dans Foi et langage, 1981, n° 19-20, pp. 251-266. [Paru aussi dans Etudes de lexicologie et dialectologie, Jacqueline Picoche, textes rassemblés par Nelly Andrieux-Reix et Geneviève Hasenohr, 1995, CILF, article n° 9, p. 113].
- Combien y a-t-il de cœurs en français ?, Langue française, 1995, 105, p. 120-125. « Lire en ligne », sur persee.fr (consulté le 25 janvier 2019).
- Comment dénommer les sèmes primitifs ? Problèmes de métalangage appliqués à quelques verbes français signifiant (faire) devenir autre, dans Neophilologica, Katowice, n° 3, 1984, pp. 76-88. [Paru aussi dans Etudes de lexicologie et dialectologie, Jacqueline Picoche, textes rassemblés par Nelly Andrieux-Reix et Geneviève Hasenohr, 1995, CILF, article n° 8, p. 101].
- Comment enseigner le vocabulaire, L’Information grammaticale, 1984, n° 21, pp. 3-7. « Lire en ligne », sur persee.fr (consulté le 25 janvier 2019).
- Définition d’un lexique dialectal, dans Revue de linguistique romane, t. 33 (1969), pp. 325-336. « Lire en ligne », sur e-periodica.ch (consulté le 25 janvier 2019). [Paru aussi dans Etudes de lexicologie et dialectologie, Jacqueline Picoche, textes rassemblés par Nelly Andrieux-Reix et Geneviève Hasenohr, 1995, CILF, article n° 32, p. 341].
- Deux dictionnaires à six siècles de distance : I. Le Dictionnaire du français usuel, II. Le Dictionnaire des Chroniques de Froissart, dans : Lessicologia e lessicografia nella storia degli insegnamenti linguistici, Quaderni Del Cirsil 4 - 2005, p. 215-222.  (ISBN 978-88-491-2944-1). « Lire en ligne », sur amsacta.unibo.it (consulté le 25 janvier 2019).
- Dialogue autour de l’enseignement du vocabulaire, dans Études de linguistique appliquée, n° 116, octobre-décembre 1999, pp. 421-434. « Lire en ligne », sur jpicochelinguistique.free.fr (consulté le 25 janvier 2019).
- Douter et se douter ou l'unité historique et synchronique du mot polysémique, dans : Atti del XIV Congresso internazionale di linguistica e filologia romanza, Éd. (Napoli : Macchiaroli), (Amsterdam : Benjamins), 1976-1981,  (ISBN 978-90-272-0941-2), Vol. 1-5),  (ISBN 978-90-272-0945-0), Vol. 4), pp. 205-210. « Lire extrait en ligne », sur books.google.fr (consulté le 25 janvier 2019).
- Essai de définition linguistique du mot révolution, dans : Les Cahiers de Fontenay : L’idée de Révolution - Colloque de Chantilly organisé en septembre 1989 par le Centre d’Histoire des Idées (Université de Picardie) et dans le cadre du CERIC- ENS Editions, Paris, n° 63/64, 1991, p. 29-36.  (ISBN 978-2-84788-279-7). « Lire extrait en ligne », sur books.google.fr (consulté le 25 janvier 2019). [Paru aussi dans Etudes de lexicologie et dialectologie, Jacqueline Picoche, textes rassemblés par Nelly Andrieux-Reix et Geneviève Hasenohr, 1995, CILF, article n° 13, p. 145].
- Étude psychomécanique des grands polysèmes et propositions pour un dictionnaire, dans ALFA, revue de l’Université Dalhousie, Halifax (Nova Scotia, Canada), vol. 3 / 4 (1990-1991), pp. 13-21. [Paru aussi dans Etudes de lexicologie et dialectologie, Jacqueline Picoche, textes rassemblés par Nelly Andrieux-Reix et Geneviève Hasenohr, 1995, CILF, article n° 14, pp. 153-160][50].
- Grevé, contraint, abstraint et apressé dans les Chroniques de Froissart : recherche des critères de la subjectivité, dans : Du mot au texte. Actes du IIIe Colloque international sur le Moyen Français (Düsseldorf, 17-19 septembre 1980), éd. Peter Wunderli, livraison spéciale de Tübinger Beiträge zur Linguistik, 175, Tübingen (1982), pp. 115-123.  (ISBN 3-87808-998-8). [Paru aussi dans Etudes de lexicologie et dialectologie, Jacqueline Picoche, textes rassemblés par Nelly Andrieux-Reix et Geneviève Hasenohr, 1995, CILF, article n° 18, pp. 191].
- Hommage à Charles Muller (1909-2015), dans : La Banque des mots : revue de terminologie française publiée par le Conseil International de la langue française (CILF), ISSN 0067-3951, n° 90, 2015, pp. 109-116. « Lire en ligne », sur fr.calameo.com (consulté le 25 janvier 2019).
- Humilité et modestie : histoire lexicale et histoire des mentalités, Mélanges Jeanne Lods, Éditions de l’École Normale Supérieure des Jeunes Filles (ENSJF), Paris, 1978, pp. 485-494. [Paru aussi dans Etudes de lexicologie et dialectologie, Jacqueline Picoche, textes rassemblés par Nelly Andrieux-Reix et Geneviève Hasenohr, 1995, CILF, article n° 22, p. 227].
- Intérêt et ses dérivés au croisement de divers réseaux lexico-sémantiques, Langue française, Le lexique : construire l'interprétation, 1994, 103, p. 23-31. « Lire en ligne », sur persee.fr (consulté le 25 janvier 2019). [Paru aussi dans Etudes de lexicologie et dialectologie, Jacqueline Picoche, textes rassemblés par Nelly Andrieux-Reix et Geneviève Hasenohr, 1995, CILF, article n° 16, p. 169].
- La cohérence des polysèmes, un outil pour débloquer l’enseignement du vocabulaire, Repères n° 8, 1993, pp 11-28 (fait partie d’un numéro thématique : Pour une didactique des activités lexicales à l’école), « Lire en ligne », sur persee.fr (consulté le 25 janvier 2019).
- La définition continue des polysèmes, ses bases, ses ressources, ses limites, dans Le continu en sémantique linguistique. Actes de la Table ronde internationale (Caen, 22-24 juin 1992). [Paru en anglais dans Continuity in semantic linguistics, éd. C. Fuchs, B. Victorri, Linguisticae investigationes supplementa, 1994, pp. 77-92]. [Paru aussi dans Etudes de lexicologie et dialectologie, Jacqueline Picoche, textes rassemblés par Nelly Andrieux-Reix et Geneviève Hasenohr, 1995, CILF, article n° 17, p. 179].
- La grâce et la merci, Cahiers de Lexicologie, 1987, vol. 50, 1, pp. 191-199. [Paru aussi dans Etudes de lexicologie et dialectologie, Jacqueline Picoche, textes rassemblés par Nelly Andrieux-Reix et Geneviève Hasenohr, 1995, CILF, article n° 25, p. 255].
- L’air qu’on respire, étude de polysémies, dans Mélanges de langue et de littérature française offerts à Pierre Larthomas, Paris, 1985, publication de l’École Normale Supérieure de Jeunes Filles, p. 369-380.  (ISBN 2-85929-019-2). [Paru aussi dans Etudes de lexicologie et dialectologie, Jacqueline Picoche, textes rassemblés par Nelly Andrieux-Reix et Geneviève Hasenohr, 1995, CILF, article n° 10, p. 121].
- La micro-évolution dans la construction du verbe devoir : l’évolution dans la stabilité, 1994, dans : Actes du colloque Opérateurs et constructions syntaxiques, évolution des marques et des distributions du XIVe au XXe s., (organisé par le GEHLF, Paris, 11-12 décembre 1992), Paris, Presses de l’École Normale Supérieure, pp. 221-238. [Paru aussi dans Etudes de lexicologie et dialectologie, Jacqueline Picoche, textes rassemblés par Nelly Andrieux-Reix et Geneviève Hasenohr, 1995, CILF, article n° 27, p. 277].
- La professeure Jacqueline a rectifié son orthographe, dans Le point sur la langue française. Hommage à André Goosse, de Christian Delcourt et Michèle Lenoble-Pinson, Editions Le Livre Timperman, Bruxelles, 2006, 420 p.  (ISBN 907772334X), pp. 73-93. « Lire en ligne », sur persee.fr (consulté le 25 janvier 2019) : Revue belge de philologie et d'histoire, ISSN 0035-0818, Vol. 84, n° 3, 2006, pp. 607-627.
- La série en linguistique, Cahiers de la Ral,m (Revue d’Art et de Littérature, Musique), n° 9 : Ceci n’est pas une série, octobre 2008, éd. Le chasseur abstrait éditeur, p.17.  (ISBN 978-2-35554-043-1). « Lire extrait en ligne », sur lechasseurabstrait.com (consulté le 25 janvier 2019).
- La terminologie avant la terminologie, dans : La Banque des mots, revue semestrielle de terminologie française publiée par le Conseil International de la langue française (CILF), n° 77, 2009, pp. 5-12. « Lire en ligne », sur fr.calameo.com (consulté le 25 janvier 2019).
- La terminologie est-elle incontournable ?, dans : La Banque des mots, revue semestrielle de terminologie française publiée par le Conseil International de la langue française (CILF), n° 64, 2002, pp. 107-116. « Lire en ligne », sur fr.calameo.com (consulté le 25 janvier 2019).
- Le blason du corps et du cœur, dans Mélanges de linguistiques dédiés à Rostislav Kocourek, volume spécial de la revue ALFA, juin 1997, Presses d’ALFA - Dalhousie University, Haliffax, Nova Scotia, Canada B3H 3J5 -  (ISBN 9780770323004), pp. 21-27[51].
- Le bonheur et le bon eür, dans Actes du Colloque sur l’idée de bonheur au Moyen Age (Amiens, 1984), publiés par Danièle Buschinger - Kümmerle Verlag - Göppingen, 1990, pp. 347-354 (Göppinger Arbeiten zur Germanistik, 414). [Paru aussi dans Etudes de lexicologie et dialectologie, Jacqueline Picoche, textes rassemblés par Nelly Andrieux-Reix et Geneviève Hasenohr, 1995, CILF, article n° 24, p. 247].
- Le champ sémantique du verbe rire, Burlesque et formes parodiques, Actes du Colloque de psychomécanique du langage (Le Mans, 4-7 déc. 1986), réunis par Isabelle Landy-Houillon et Maurice Ménard, dans Papers on French Seventeenth Century Literature, Paris – Seattle – Tübingen, n° 33 (1987), pp. 9-14. [Paru aussi dans Etudes de lexicologie et dialectologie, Jacqueline Picoche, textes rassemblés par Nelly Andrieux-Reix et Geneviève Hasenohr, 1995, CILF, article n° 11, p. 133].
- Le dialecte picard et sa littérature au Moyen âge, dans La Forêt invisible : au nord de la littérature française, le picard, Amiens, 1985, pp. 55-83. [Paru aussi dans Etudes de lexicologie et dialectologie, Jacqueline Picoche, textes rassemblés par Nelly Andrieux-Reix et Geneviève Hasenohr, 1995, CILF, article n° 30, p. 301].
- L’enseignement du vocabulaire en français langue maternelle au niveau de l’enseignement secondaire, Enjeux, Revue de didactique du français, 1992, 26, p. 13-28. [Paru aussi dans : Etudes de lexicologie et dialectologie, Jacqueline Picoche, textes rassemblés par Nelly Andrieux-Reix et Geneviève Hasenohr, 1995, CILF, article n° 35, pp. 365-377, et dans : Revue Défense de la langue française, n° 173 (juillet-sept. 1994) et n° 174 (oct.-Déc. 1994)].
- Le schéma actanciel des verbes endurer, passer, porter, souffrir, dans Actes du IVe Colloque international sur le moyen français, publiés par Anthonij Dees, Amsterdam, 1985, éd. Rodopi, pp. 217-225.  (ISBN 90-6203-507-8). [Paru aussi dans Etudes de lexicologie et dialectologie, Jacqueline Picoche, textes rassemblés par Nelly Andrieux-Reix et Geneviève Hasenohr, 1995, CILF, article n° 20, p. 209].
- Les figures éteintes dans le lexique français de haute fréquence (en collaboration avec Marie-Luce Honeste), dans Langue française (Larousse), Les figures de rhétorique et leur actualité en linguistique, n° 101, févr. 1994, pp. 112-124. « Lire en ligne », sur persee.fr (consulté le 25 janvier 2019). [Paru aussi dans Etudes de lexicologie et dialectologie, Jacqueline Picoche, textes rassemblés par Nelly Andrieux-Reix et Geneviève Hasenohr, 1995, CILF, article n° 4, p. 43].
- Le signifié de puissance des verbes pouvoir, devoir, falloir, Actes du Colloque International de Psychomécanique du langage (Cerisy-la-Salle, 1988), Bulletin n° 5 (1988) de l’Association Internationale de Psychomécanique du langage, p. 413-422. [Paru aussi dans Etudes de lexicologie et dialectologie, Jacqueline Picoche, textes rassemblés par Nelly Andrieux-Reix et Geneviève Hasenohr, 1995, CILF, article n° 12, pp. 139-144].
- Les monographies dialectales (domaine gallo-roman), Langue française (Larousse), Les parlers régionaux, 1973, n° 18, pp. 8-41. « Lire en ligne », sur persee.fr (consulté le 25 janvier 2019).
- Le Verbe aimer et sa famille dans les Chroniques de Froissart, dans Mélanges Alice Planche, livraison spéciale de Annales de la Faculté des lettres et sciences humaines de Nice, 48, 1984, pp. 371-378. [Paru aussi dans Etudes de lexicologie et dialectologie, Jacqueline Picoche, textes rassemblés par Nelly Andrieux-Reix et Geneviève Hasenohr, 1995, CILF, article n° 19, p. 201].
- Le vocabulaire, une matière d’enseignement à part entière, dans Résonances, Mensuel de l’Ecole Valaisanne, Suisse, n° 3 (le vocabulaire), novembre 2004, pp. 14-15. Télécharger sur resonances-vs.ch. « Lire en ligne (téléchargez) », sur resonances-vs.ch (consulté le 25 janvier 2019).
- L’expérience de l’espace et sa symbolisation, vue à travers la polysémie des mots bord et côté (en collaboration avec Marie-Luce Honeste), dans Faits de langue, 1993, n° 1 (Motivation et iconicité), Paris, PUF, pp. 163-171. « Lire en ligne », sur persee.fr (consulté le 25 janvier 2019). [Paru aussi dans Etudes de lexicologie et dialectologie, Jacqueline Picoche, textes rassemblés par Nelly Andrieux-Reix et Geneviève Hasenohr, 1995, CILF, article n° 15, pp. 161-167].
- Liberté, égalité, fraternité. Etude de polysémies, dans : Orbis/Supplementa, Monographies publiées par le Centre International de Dialectologie Générale (Louvain), Tome 22, Mémoire en temps advenir, Hommage à Theo Venckeleer, de Alex Vanneste, Peter De Wilde, Saski Kindt et Joeri Vlemings, Editions Peeters France, Paris, 2003,  (ISBN 2-87723-748-6), pp. 611-619. « Lire extrait en ligne », sur books.google.fr (consulté le 25 janvier 2019)[52].
- Orientations en lexicologie, dans Le Français dans le monde, n° spécial consacré au lexique (août-sept. 1989), pp. 86-92. [Paru aussi dans Etudes de lexicologie et dialectologie, Jacqueline Picoche, textes rassemblés par Nelly Andrieux-Reix et Geneviève Hasenohr, 1995, CILF, article n° 1, p. 15].
- Ouïr, entendre et comprendre, une vue psychomécanique sur le renouvellement du lexique, dans Historical Linguistics 1987, Actes du Congrès de l’International Society of Historical Linguistics (Lille, 1987), H. Andersen et K. Koerner (dirs), Amsterdam-Philadelphie, 1990, Benjamins  (ISBN 978-90-272-3563-3), pp. 375-387. [Paru aussi dans Etudes de lexicologie et dialectologie, Jacqueline Picoche, textes rassemblés par Nelly Andrieux-Reix et Geneviève Hasenohr, 1995, CILF, article n° 26, p. 265].
- Polysémie et structures actancielles bipolaires, dans Actes du XVIIIe Congrès international de linguistique et philologie romanes (Trêves, 1986), publiés par D. Kremer, t. II, Tübingen, 1991,  (ISBN 3-484-50222-3), pp. 551-558. [Paru aussi dans Etudes de lexicologie et dialectologie, Jacqueline Picoche, textes rassemblés par Nelly Andrieux-Reix et Geneviève Hasenohr, 1995, CILF, article n° 21, p. 219].
- Polysémie n’est pas ambiguïté, dans Cahiers de praxématique, Université de Montpellier, n° 12, 1989, pp. 75-89. « Lire en ligne », sur journals.openedition.org (consulté le 25 janvier 2019). [Paru aussi dans Etudes de lexicologie et dialectologie, Jacqueline Picoche, textes rassemblés par Nelly Andrieux-Reix et Geneviève Hasenohr, 1995, CILF, article n° 3, p. 31].
- Quelques picardismes de Froissart attestés par ses rimes, dans Linguistique picarde, n° 10, 1964, pp. 8-19. [Paru aussi dans Etudes de lexicologie et dialectologie, Jacqueline Picoche, textes rassemblés par Nelly Andrieux-Reix et Geneviève Hasenohr, 1995, CILF, article n° 31, p. 329].
- Questions autour d’une sonothèque, dans Actes du Colloque archives sonores et dialectologie, Amiens, Centre d'Études picardes, 1978, pp. 1-16. [Paru aussi dans Etudes de lexicologie et dialectologie, Jacqueline Picoche, textes rassemblés par Nelly Andrieux-Reix et Geneviève Hasenohr, 1995, CILF, article n° 34, p. 361].
- Signifié de puissance et prototype en lexicologie, dans Actas do XIX congreso Internacional de Lingüistica e Filoloxia Romanicas (Universidade de Santiago de Compostela, 1989), publicadas por Ramon Lorenzo, Vol. II : Lexicoloxia e metalexicografia, A Corunã, 1992,  (ISBN 84-87819-17-6), pp. 207-220. [Paru aussi dans Etudes de lexicologie et dialectologie, Jacqueline Picoche, textes rassemblés par Nelly Andrieux-Reix et Geneviève Hasenohr, 1995, CILF, article n° 5, p. 55].
- Structure sémantique du verbe prendre en français moderne et en moyen français, dans Linx, hors-série n° 3, 1991, Etudes de Linguistique française à la mémoire d’Alain Lerond, Les « français » : français dialectaux, français techniques, états de langue, français standard, pp. 161-177. « Lire en ligne », sur persee.fr (consulté le 25 janvier 2019).
- Typologie de quelques dictionnaires étymologiques courants, Langue française, n° 10, mai 1971, Histoire de la langue, pp.. 107-113. « Lire en ligne », sur persee.fr (consulté le 25 janvier 2019).
- Un dictionnaire des mots français de haute fréquence : projet et bilan provisoire, en collaboration avec Marie-Luce Honeste, dans Actes du XXe Congrès international de linguistique et philologie romanes (Zurich, 6-11 avril 1992), publiés par G. Hilty, t. IV, section VI, Tübingen-Basel, 1993,  (ISBN 3-7720-2144-1), pp. 267-282. [Paru aussi dans Etudes de lexicologie et dialectologie, Jacqueline Picoche, textes rassemblés par Nelly Andrieux-Reix et Geneviève Hasenohr, 1995, CILF, article n° 6, p. 67].
- Voir la lumière et les couleurs. Recherche de quelques structures sémantiques fondamentales du français courant, dans Travaux de Linguistique et de Littérature, publié par le Centre de Philologie et de littératures romanes de l’Université de Strasbourg, éd. Klincksieck, 1979, n° 17, 1, pp. 207-231. [Paru aussi dans Etudes de lexicologie et dialectologie, Jacqueline Picoche, textes rassemblés par Nelly Andrieux-Reix et Geneviève Hasenohr, 1995, CILF, article n° 7, p. 75].